# Главни Музеј
Главни Музеј (кин.: 首都博物馆, енг.: Capital Museum) је музеј уметности у Пекингу, Кини. Отворен је 1981. године и пресeљен  на месту данашње грађевине 2007. године, која смешта велику колекцију античких порцелана, бронзе, калиграфије, сликарства, жада, скулптура и будистичких статуа из царске Кине, као и у осталимхазијским културама. Део музејске колекције је раније био смештен у Конфучијанском Храму на Гуозиџијанском путу у Пекингу.

## Преглед
Пекиншки Главни Музеј данас садржи више од 200.000 примерака културне реликвије у његовој колекцији. Само један мали део је изложен и значајан проценат музејске уметничке колекције садржи откривене артифакте у Пекингу.
Главни Музеј успостављен је 1981. године са колекцијом од 83.000 предмета.
Огромни кров Главног Музеја и градијент на улазном тргу је рад архитекта Жана-Марија Дутијеа и Куи Каи. Инспирисан је од античке кинеске архитектуре, и екстеријерни зид направљен од камена би требао да симболизује градске зидове и куле античке Кине. Део данбија (огромна стена урезана сликама змаја, феникса и царских артифакта) је уграђен на земљи испред северне капије музеја. Декоративни лучки пролаз из династије Минг, постављен у сали за пријем ипоказује карактеристику „централне осе” која је уобичајено виђена у кинеској архитектури.
Бронзана хала музеја, која има овални облик, би требала да симболизује искоавање древних реликвија својим косим дизајном који се протеже од земље до спољашности музеја.